# Simetría conforme
En física teórica, la simetría conforme es la propiedad de algunas teorías físicas de ser invariantes bajo una transformación conforme, una transformación que no altera la medida de los ángulos. 

## Transformaciones conformes
Una transformación conforme es un difeomorfismo o «cambio de coordenadas» que transforma la métrica del espacio en un múltiplo de sí misma. En coordenadas locales, vienen dadas por una transformación de coordenadas x → y(x) tal que:

{\displaystyle g'_{\mu \nu }(y)={\frac {\partial x^{\sigma }}{\partial y^{\mu }}}{\frac {\partial x^{\rho }}{\partial y^{\nu }}}g_{\sigma \rho }(x)=\Omega (x)g_{\mu \nu }(y)\,,}

donde Ω es una función estrictamente positiva. El grupo de todas las transformaciones conformes es el grupo conforme. Las isometrías, las transformaciones que conservan la métrica, son transformaciones conformes para las que Ω vale exactamente 1. Las transformaciones conformes conservan ángulos.
En particular, en un espacio euclídeo o minkowskiano, la transformación x → λ·x donde λ es una constante positiva, denominada «de escala» o dilatación, es una transformación conforme con Ω constante e igual a λ2. Sin embargo el grupo conforme contiene otras transformaciones, como las transformaciones conformes especiales:

{\displaystyle {\vec {x}}\to {\frac {{\vec {x}}-{\vec {a}}\cdot x^{2}}{1-2{\vec {a}}\cdot {\vec {x}}+a^{2}x^{2}}}\,,}

donde a es un vector arbitrario.

## Ejemplos
Campo escalar
La acción de campo escalar sin masa en el espacio de Minkowski es:

{\displaystyle S={\frac {1}{2}}\int d^{n}x\partial _{\mu }\varphi \partial ^{\mu }\varphi }

Dada una transformación conforme f, el valor de la acción para no cambia al sustituir φ(x) por φf(x), donde la forma precisa de φf(x) para una isometría Λ o una dilatación λ es:

{\displaystyle {\begin{aligned}&\varphi ^{\Lambda }(x)=\varphi (\Lambda \cdot x)\\&\varphi ^{\lambda }(x)=\lambda ^{1-{\frac {n}{2}}}\varphi (\lambda \cdot x)\\\end{aligned}}}